# Wolfisheim
Wolfisheim es una comuna francesa de la Eurometrópoli de Estrasburgo situada en la circunscripción administrativa de Bajo Rin y, desde el 1 de enero de 2021, en el territorio de la Colectividad Europea de Alsacia, en la región de Gran Este. Tiene una población estimada, en 2019, de 4174 habitantes.